# Grafenschachen
Grafenschachen är en ort och kommun i Österrike. Den ligger i distriktet Oberwart i förbundslandet Burgenland, i den östra delen av landet.
Kommunen består av två orter (Ortschaften) (inom parentes invånarantal 1 januari 2024):
- Grafenschachen (968)
- Kroisegg (266)